# Bolica armata
Bolica armata là một loài bướm đêm trong họ Erebidae.